# 羊日岗寺
羊日岗寺，位于西藏自治区拉萨市墨竹工卡县尼玛江热乡羊日岗村，是一座藏传佛教直贡噶举派寺院。

## 历史
“羊日岗”是随着直贡噶举派第十八任法嗣仁青平措而出现。他的父亲叫旦贝坚赞，母亲叫索朗卓玛，他于1509年（藏历第九绕迥土蛇年）出生。8岁入帕竹丹萨替寺出家为僧，取法名“仁青平措曲吉杰布”。16岁时，在直贡法王贡嘎仁青座前听讲。20岁时，受近圆戒，升坐直贡梯寺政教宝座。1534年，（藏历第九绕迥木马年），仁青平措创立羊日岗室外法会僧团，自此才有“羊日岗”一名。“羊日岗”指室外流动的法会。仁青平措创建并主持羊日岗流动僧团，还任命了羊日岗的堪布。
到羊日岗第十九代堪布，羊日岗一直缺乏固定驻锡地，直到直贡噶举派第二十五任法嗣仁增曲扎任内后期，才在卓龙建立羊日岗寺。卓龙是法王仁青平措之父旦贝坚赞的领地，旦贝坚赞在此建了一座城堡，名为“旺丹颇章”。1641年（藏历第11绕迥铁蛇年），第二十四任法嗣贡确仁庆于藏历第10绕迥（1624年）建立的朗杰曲宗修行院，遭到吉雪和蒙古兵摧毁，原来供奉在朗杰曲宗修行院的能仁佛（土旺赤嘉玛）等等佛像被迎至卓龙旺丹颇章，并且在卓龙建成了36根柱子的大殿。法王贡确仁庆一直居住在卓龙，直到圆寂，被尊称为“直贡夏仲卓龙巴”。
噶厦建立以后，直贡噶举派政教势力大减，法王仁增曲扎被噶厦监禁等事件，使羊日岗寺遭到发展困难。火猴年，法王仁增曲扎在哲蚌寺朝见五世达赖时，向达赖和第司索南绕登请求重组羊日岗及任命堪布等事，并称自己一旦圆寂，羊日岗便面临解散。五世达赖和第司都答应解决，但拖了一年多才有结果。1658年（藏历第11绕迥土狗年），噶厦派藏·索布娃将两个流动的室外法会合并成一个，并且任命大法营的杰赛上师、小法营的杰日上师为旁坐，襄索仁青为上师，温为管家，此外还任命了其他大小职位。此后，法王仁增曲扎将卓龙谿卡与领地献给羊日岗寺，又撰写《羊日岗聚众大海清规·解脱指南》。羊日岗寺从此才得以建立，该年正值法王贡确赤来桑布诞生三周年被迎请至直贡梯寺。
直贡噶举派第二十六任法嗣贡确赤来桑布，在羊日岗寺编排制作了舞蹈及跳神所需要的面具及服装。第二十七任法嗣贡确顿珠曲杰重审了羊日岗寺的教规、戒规。他还在1739年（藏历第12绕迥土羊年）对该寺进行了大规模扩建，并迎请《甘珠尔》和《丹珠尔》。羊日岗的寺名更名为“土登德喜热杰林”。第二十八任法嗣贡确旦增卓多在前一任法嗣扩建寺院时已经参加许多工作，此后他又进一步进行了扩建。第二十九任法嗣贡确旦增曲吉尼玛启用卡卡·曲旺伦珠堪布移交之财物，于1769年（藏历第十三绕迥土牛年）对寺院进行了扩建。铁鼠年，杰赛旦增桑布在扩建僧舍峻工时，将原来第二十八任法嗣创建、后来荒弃了一段时间的亚热修行院与羊日岗合并，进行了维修，亚热修行院更名为“米久德庆林”。第三十任法嗣白玛杰参用金铜塑造了无量寿佛像；火兔年，温仁庆扩建了禅院北面的僧舍。
文化大革命中，该寺变为中国人民解放军军营。1982年（第十六绕迥水狗年），一些老僧人维修了亚日修行庙宇的护法大殿，重新开展宗教活动。1993年（第十七绕迥水鸡年），亚日寺庙兴建了直贡噶举派的共同讲经院，由堪钦贡确朗杰讲经，并建修习庙宇等。1992年，中国人民解放军从羊日岗撤离后，该地还给羊日岗寺，堪布阿嘉赤烈坚赞牵头，在原来僧房寝室的上方地带新建了一座两大柱八小柱的经堂。
六世帕洛活佛是藏传佛教噶举派“米拉日巴道歌”第四十二代传人。他七岁在直贡梯寺出家，受三皈五戒，八岁被直贡法王琼赞仁波切认定为羊日岗寺第六世帕洛活佛。他的父亲是直贡梯寺第二世禅王阿贡活佛。2004年，在直贡“猴年大法会”上，六世帕洛活佛和“米拉日巴道歌”第四十一代传人、后来任直贡梯寺住持的顿珠上师共同参加法会，自此六世帕洛活佛开始学习“米拉日巴道歌”，成为第四十二代传人。

## 建筑
该寺过去的主要建筑有：
- 传承殿（法轮金刚藏）
- 大佛殿（不动金刚座）
- 银塔殿（天成金刚殿）
- 旺丹颇章经堂
- 阿企宝库
- 护法大殿
- 天空善琉璃所依殿
- 百绩殿（色究竟天庙宇）
- 罗汉殿（具乐殿）
- 新经堂
- 新经堂次庙宇
- 印经院
- 怙主小寝宫